# Help Me Make It Through the Night
Help Me Make It Through the Night è un brano musicale scritto da Kris Kristofferson e da lui inciso per la prima volta nel 1970 nell'album Kristofferson.
Nello stesso anno la canzone è stata pubblicata come singolo da Sammi Smith, estratto dal suo primo album, intitolato anch'esso Help Me Make It Through the Night.
Dopo il successo della cover di Sammi Smith, la canzone è stata interpretata da numerosi artisti tra cui Loretta Lynn (1971), Glen Campbell (1971), Joan Baez (1971), Jerry Lee Lewis (1971), Elvis Presley (1972), Lynn Anderson (1971), Olivia Newton-John (1971), Tammy Wynette (1974), Lena Zavaroni (1974), Charley Pride (1976), Bryan Adams (2014), Johnny Cash e June Carter Cash (in duetto; versione pubblicata nel 2006), Renee Olstead (2017).